# Lúcio Valério Flaco (cônsul sufecto em 86 a.C.)
Lúcio Valério Flaco (m. 84 a.C.; em latim: Lucius Valerius Flacco) foi um político da gente Valéria da República Romana eleito cônsul sufecto em 86 a.C. para servir com Lúcio Cornélio Cina depois da morte de Caio Mário. Era irmão mais velho de Caio Valério Flaco, cônsul em 93 a.C, e pai de Lúcio Valério Flaco, que foi defendido por Cícero em sua obra "Pro Flacco". Lúcio Valério Flaco, cônsul em 100 a.C. e príncipe do senado em 86 a.C., era seu primo. Foi enviado como procônsul na Ásia e acabou assassinado num motim incitado por Caio Flávio Fímbria durante a guerra civil de Sula e a Primeira Guerra Mitridática.

## Família
Evidências epigráficas de Magnésia no Meandro sobre este Lúcio Flaco ou sobre seu filho, que também foi procônsul na Ásia, revela que ele foi casado com uma filha de Lúcio Saufeio e teve uma filha chamada Valéria Paula; sua mãe, uma Bébia, também foi citada. Flaco é chamado de ἀνθύπατος ("anthupatos"), um termo grego para "procônsul", o que indica que a inscrição trata do pai e não do filho (defendido por Cícero).

## Vida e carreira

Mapa da porção oriental da República Romana e seus vizinhos, incluindo o Reino do Ponto, imediatamente antes do início da Primeira Guerra Mitridática.

Lúcio Flaco foi um tribuno militar em algum momento antes de 100 a.C.. No ano seguinte, foi edil curul. No final de seu mandato, Flaco foi processado, sem sucesso, por Caio Apuleio Deciano, mas a acusação é vaga e o caso talvez seja melhor compreendido no contexto das duras perseguições politicamente motivadas da década de 90 a.C., que transferiu a violência política da década anterior para as cortes. Este julgamento não atrapalhou a carreira de Flaco. Ele foi eleito pretor em 92 a.C. e foi propretor na Ásia por volta de 92-91 a.C., num curto intervalo do mandato de seu irmão, Caio Valério Flaco, cônsul em 93 a.C., em que deteve o mesmo posto.

### Governador da Ásia
Durante o mandato de Flaco na Ásia e antes da Primeira Guerra Mitridática, impostos foram cobrados para subsidiar um festival e jogos e os recursos amealhados foram depositados em Trales (moderna Aydin). O dinheiro não parece ter sido gasto como planejado, pois Cícero alega que a cidade emprestou o dinheiro com juros em benefício próprio. Três décadas depois, o filho de Flaco foi também governador na mesma província; Cícero o defendeu contra múltiplas acusações de improbidade financeira durante sua administração, especialmente alegando que ele estaria apenas "recuperando" estes fundos quando os trálios o acusaram de desfalque.
Tanto Lúcio Flaco quando seu irmão, Caio Flaco, foram reconhecidos como patronos de Colofão na Lídia. Os dois são os primeiros governadores romanos a serem reconhecidos como patronos de uma cidade livre, uma prática que tornar-se ia mais comum na década de 60..

### Pro-mariano e cônsul sufecto
Em 87 a.C., durante a Primeira Guerra Civil de Sula, um Valério, que comandou uma guarnição de cavalaria, entregou Óstia a Mário ("traiçoeiramente", segundo Plutarco). Durante a década de 90 e, em meados da década 80, os Valérios Flacos já pareciam firmemente alinhados com a facção dos populares de Mário. Quando seu primo mais velho, Lúcio Flaco foi cônsul junto com Mário em 100 a.C., foi acusado de ser "mais um servo do que um colega". E. Badian considera os Valérios Flacos como "uma das mais proeminentes famílias pró-marianas".
Em 86 a.C., Lúcio Flaco tornou-se cônsul sufecto para completar o mandato de Caio Mário, que morreu inesperadamente em meados de janeiro, logo no começo de seu sétimo mandato. Seu colega de consulado foi Lúcio Cornélio Cina.

#### Crise de crédito da década de 80 a.C.
O mais controverso ato de Flaco como cônsul provavelmente foi a Lex Valeria de aere alieno, uma reestruturação radical das dívidas da República. Logo depois de assumir o cargo, Flaco precisou confrontar uma crise de crédito em Roma, exacerbada por vários fatores. O sistema de crédito em Roma era baseado na quantidade dinheiro em circulação, preços estáveis das terras e na confiança ("fides"), a "confiança geral no pagamento final dos empréstimos e na força da economia", um conceito comparável à crença na confiança do consumidor no século XXI. Terra era o principal valor mobiliário para empréstimos, mas a enorme quantidade de terras conquistadas na Guerra Social (91–88 a.C.) desvalorizaram brutalmente o seu valor como garantia. Com a perda da renda das fazendas, os valores das propriedades caíram e os credores começaram a solicitar o pagamento antecipado de seus empréstimos. Na mesma época, a incerteza social resultou numa onda de acumulação de valores monetários (moedas); conforme a quantidade de dinheiro em circulação diminuía, os devedores encontravam cada vez mais dificuldades para pagar ou renegociar seus empréstimos. Além disto tudo, a economia romana foi também duramente atingida pelas consequências da Primeira Guerra Mitridática, que devastou muitas relações comerciais com o oriente e diminuiu ainda mais as receitas de impostos vindas da província da Ásia.
Flaco tomou medidas drásticas: com o sestércio de prata valendo quatro asses de cobre, os devedores foram autorizados a pagar seus empréstimos à taxa de um asse por sestércio. Os débitos do governo foram incluídos no plano, o que reduziu o déficit governamental. O historiador Salústio, que nasceu no ano do consulado de Flaco, afirma que os optimates, a aristocracia conservadora, aprovou o plano. Escrevendo mais de cem anos depois do fato, na época de Augusto, o historiador Veleio Patérculo caracterizou o plano de Flaco como "turpissima", ou seja, "absolutamente vergonhoso".

## Motim e assassinato

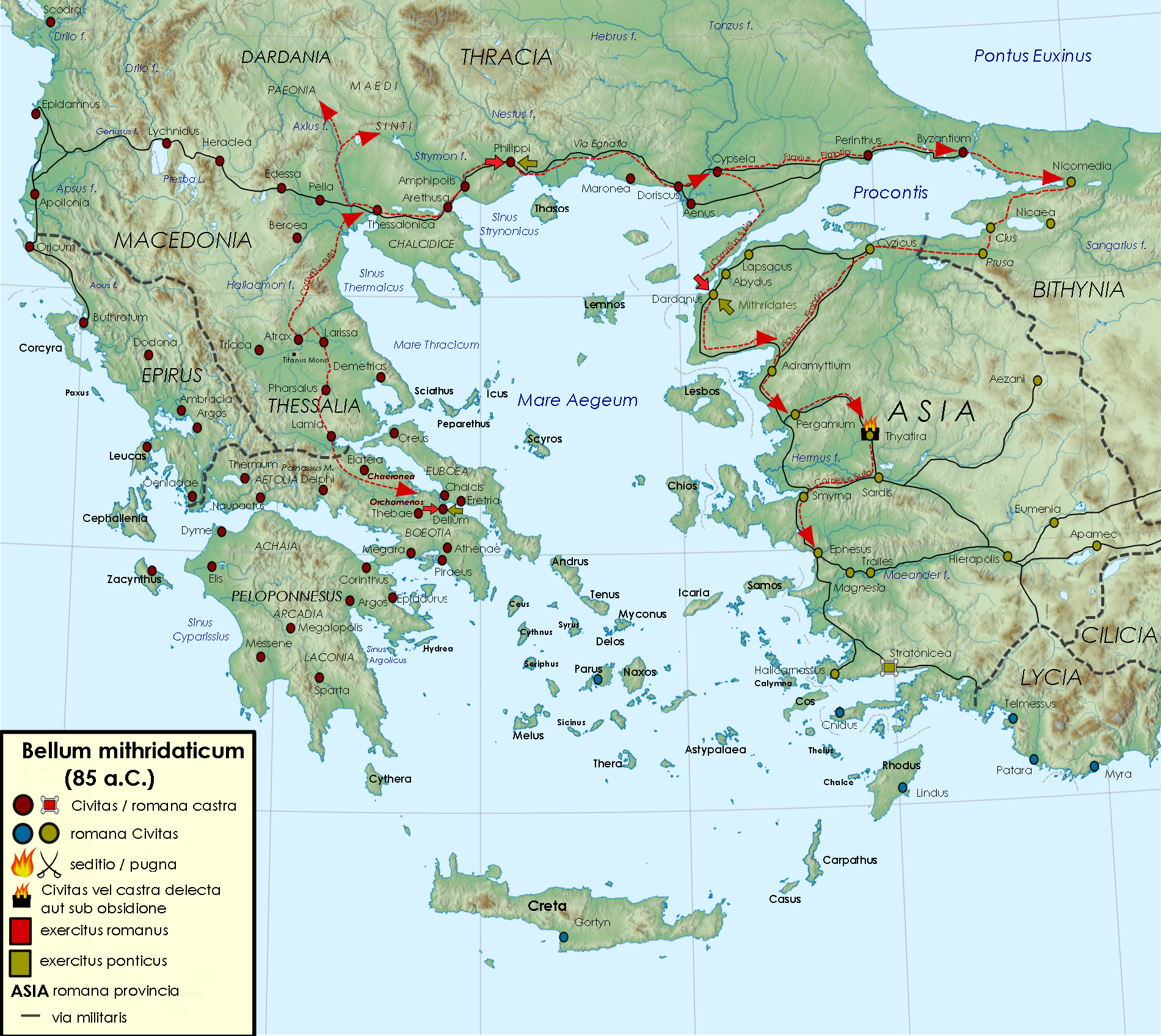
Percurso das tropas romanas na Primeira Guerra Mitridática.

No final de seu mandato, Flaco recebeu a província da Ásia como uma forma de contrapor às operações militares e diplomáticas do antigo cônsul, na época exilado, contra Mitrídates VI do Ponto, o principal adversário de Roma na época. Embora Sula tenha estado operando ilegalmente e tenha até mesmo sido declarado inimigo público, Cina parece ter reconhecido que a ameaça representada por Mitrídates requeria cooperação entre os romanos.
Como o governo de Cina estava operando quase sem recursos, só havia condições de fundear cinco legiões, duas das quais foram enviadas com Lúcio Flaco para a Ásia. Flaco estava em grande inferioridade em relação às forças de Sula e perdeu grande parte de suas tropas ainda em trânsito: uma guarda avançada havia se separado da frota principal, impedida de avançar por tempestades e seus navios foram queimados pela marinha pôntica de Mitrídates VI. Este grupamento conseguiu chegar até a Tessália e imediatamente desertou para Sula. O exército consular conseguiu finalmente atravessar o Epiro Antigo, Macedônia e Trácia até chegar em Bizâncio, com tensões crescentes entre as tropas e os oficiais. O mais poderoso legado de Flaco, por vezes identificado como seu questor, Caio Flávio Fímbria, um devotado mariano, aproveitou-se do descontentamento das tropas para se posicionar como uma alternativa ao comando. Os motivos reais de Fímbria, contudo, são difíceis de perceber pelas fontes e são geralmente reduzidos a uma veemência irracional; é possível que ele tenha considerado a posição de Flaco em relação a Sula como "conciliatória demais", uma vez que Flaco pode ter tido um papel nas tentativas anteriores de seu primo, o príncipe do senado, de chegar a um acordo pacífico com Sula e este, por sua vez, não reagiu aos movimentos de Flaco.
Segundo Diodoro Sículo, durante a travessia da Trácia, no inverno de 85-86 a.C., Fímbria liderou o avanço das tropas cuja lealdade ele tentava conquistar permitindo que eles saqueassem "o território dos aliados como se fosse território inimigo, escravizando todos os que encontrassem". Quando o povo reclamou do abuso, Flaco advertiu Fímbria. O relato de Diodoro está estrutura por um padrão moral preferido por ele na interpretação dos eventos, lembra Liv Mariah Yarrow: "o abuso dos aliados por Fímbria numa tentativa de chegar ao poder na hierarquia militar na realidade leva à desintegração da estrutura militar".
No Helesponto, Flaco dispensou Fímbria e ordenou que ele voltasse a Roma, substituindo por Quinto Minúcio Termo, irmão de Marco Minúcio Termo, que ficou encarregado do comando de Bizâncio. Porém, Fímbria continuou inflamando as tropas até que elas desertaram e ele conseguiu tomar o comando de Termo. Flaco, que havia avançado até a Calcedônia, na Bitínia, retornou rapidamente para lidar com a situação. O relato mais sensacional dos eventos conta que Fímbria teria tomado os fasces de Flaco, que fugiu para Calcedônia e depois para Nicomédia. Fímbria teria perseguido-o e o encontrou escondido num poço. Depois de ordenar a sua decapitação, Fímbria assume o comando consular antes mesmo que Flaco tivesse conseguido chegar em sua província romana..
Flaco seguiu para a Ásia acompanhado por seu filho, Lúcio, que provavelmente tinha menos de 20 anos na época e estava em sua primeira campanha militar. Depois da morte de seu pai, ele escapou e juntou-se ao seu tio, Caio Valério Flaco, na Gália.

### Análise
O historiador do século I d.C., Memnon de Heracleia é muito crítico de Flaco, culpando-o por sua própria arrogância e crueldade por levar seus homens à revolta. Apiano acredita que tanto Flaco quanto Fímbria são culpados, enquanto Diodoro acusa Fìmbria, mencionando Flaco apenas uma única vez e, ainda assim, positivamente. Michael Lovano tenta filtrar os vieses das fontes para tentar discernir o caráter de Flaco e a situação em que ele se viu na Ásia:
| “ | [As antigas fontes] revelam que ele era um forte disciplinador, um comandante experiente, que conhecia bem Ásia por causa dos contatos familiares e bem conectado ao regime de Cina. Ele era bem qualificado para a missão oriental. (...) Quais eram as ordens de Flaco em relação a Sula? Atacá-lo? Se sim, Flaco estava em grande desvantagem numérica. Cooperar com ele? Sula ainda era inimigo público. Assumir pacificamente o comando de Sula? É improvável que Sula tivesse obedecido | ” |
|   | — Michael Lovano, The Age of Cinna. |   |

## Efeitos na Guerra Civil
Na época de sua morte, o irmão de Lúcio, Caio Valério Flaco, era governador da Gália Transalpina e, provavelmente, da Gália Cisalpina também e, adicionalmente e possivelmente, o governador de uma ou de ambas as Hispânias (Ulterior Citerior). Era, portanto, o comandante com o maior número de legiões à sua disposição em toda a porção ocidental da República. Caio havia permanecido neutro ou apoiado o governo de Cina até aquele ponto, mas acredita-se que ele tenha se afastado quando soube que Mário fora o responsável pela morte de seu irmão, uma tese reforçada por seu apoio ao novo regime de Sula quando suas tropas atravessaram a Gália Cisalpina. Seu sobrinho se juntou a ele após a morte de Lúcio na Ásia e serviu como tribuno militar em 82-3 a.C..
Caio também pode ter sido influenciado pelo primo, Lúcio, o príncipe do senado na época do assassinato. Este Lúcio mais velho havia sido aliado de Mário em seu consulado, em 100 a.C., mas, depois do fracasso de suas tratativas de paz com Sula, ele próprio patrocinou uma lei que recriava a ditadura entre os romanos.